# 尖翅星弄蝶
尖翅星弄蝶（學名：Celaenorrhinus pulomaya），又名尖翅小黃星弄蝶、蓬萊小黃紋弄蝶、蓬萊黃紋弄蝶、璞小星挵蝶、尖翅小星弄蝶。花弄蝶亞科（Pyrginae）的一種蝴蝶，分布於亞洲地區。

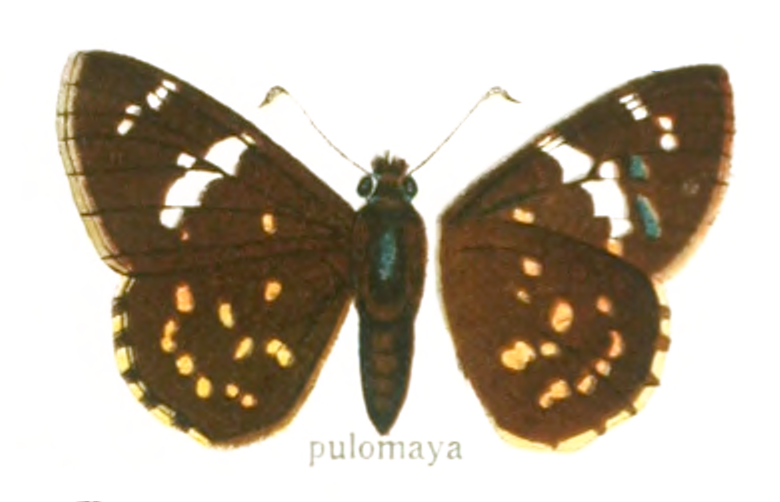

## 分佈範圍
這種蝴蝶主要分布於喜馬拉雅山脈及中國西部地區。臺灣分布於本島中至高海拔山區。

## 形態描述
雄蝶體色為暗橄欖褐色，基部帶黃橄欖色。前翅具有四枚斜向的半透明白色斑點，其中上部兩枚較大，一枚位於翅室末端上方，另一枚在其下方；第三枚較小，位於第二枚下方；第四枚也較小，位置在外側，靠近前兩枚斜斑的交界處，接近翅尖還有五枚小型相似斑點，其中上排三枚成對。近後緣處有兩枚小型橙黃色斑點，第一枚距離基部約三分之一處，第二枚則在距後角三分之一處。後翅具三列不規則形狀、輪廓明顯的亮橙色斑點。後翅緣毛寬，呈棕色與橙黃色交替排列。腹面與背面相似。
頭頂黑色，兩側邊緣有一細黃線。觸角末端帶黃色。顎鬚背面色黑，末端黃色。顎鬚、胸部與足部腹面皆為黃色。觸角具黃色亞端紋。

## 棲地
尖翅星弄蝶偏好潮濕陰暗的中海拔原始闊葉林環境，幼蟲則以爵床科馬蘭屬植物為食，一年一世代。主要寄主植物為爵床科之臺灣馬蘭、曲莖馬蘭及蘭崁馬蘭。
成蝶通常在六到八月間出現，喜歡在陰暗的林下或林道邊緣活動，並有訪花習性，雄蝶還會展現領域行為，休息時翅膀平展。